# Pandorea
Pandorea é um género botânico pertencente à família Bignoniaceae, nativo da Malasia, Austrália e Nova Caledônia.

## Espécies
Apresenta 17 espécies:
Pandorea acutifolia Pandorea amboinensis Pandorea australis
Pandorea austro Pandorea baileyana Pandorea brycei
Pandorea ceramica Pandorea curtisii Pandorea dendrophila
Pandorea doratoxylon Pandorea jasminoides Pandorea leptophylla
Pandorea montana Pandorea nervosa Pandorea oxleyi
Pandorea pandorana Pandorea poincillantha Pandorea ricasoliana
Pandorea stenantha Pandorea Hybriden